# HBCミュージックナイター「フルカウント!」
HBCミュージックナイター「フルカウント!」 は、HBCラジオが2007年からプロ野球のオフシーズンに生放送しているラジオ番組。

## 放送時間
- 2007年度・2008年度・2010年・2011年度

火 - 金曜日 19:00 - 21:00
- 2009年度

火 - 金曜日 17:47 - 18:30（第1部）、19:00 - 21:00（第2部）
（以降『スポーツ＆ミュージックスタジアム「フルカウント！」』として放送）
- 2016年度・2017年度・2019年度

火 - 金曜日 18:00 - 18:45
- 2018年度

火 - 金曜日 18:00 - 18:30
- 2022年度・2023年度

火 - 金曜日 17:57 - 21:00（野球シーズンの中継がない日に放送）

## 概要
同局のプロ野球中継「HBCファイターズナイター」の実況アナウンサーと若手女性パーソナリティーが曜日代わりにパーソナリティーを務める、音楽バラエティ番組。リクエストなども含め、音楽はすべてフルコーラス放送する。
番組冒頭の決め台詞は「この番組はファイターズ中継の実況アナウンサーと若手女性アナウンサー、もしくはパーソナリティが野球のオフシーズンにお届けする期間限定プログラム」。
なお、この時間帯ではかつて1973年から1983年まで音楽ランキング番組「ジャンボとケロ子のHBCベスト100マラソンランキング」が生放送されていた。
2012年10月からは「Music Delivery BAN BAN RADIO!」時間移動の為、2012年3月に終了。
なお、2014年10月から2016年3月までの土曜日10時からはかつて「フルカウント」でパーソナリティを務めていた水野よしまさと佐藤舞による「水野よしまさ　サタデーフルサウンド」が放送されていた。「サタデー〜」は1980年 - 1990年代の曲をフルコーラスで放送、なおかつメールアドレスも同じな事から、事実上「フルカウント」の後継番組とも言える。
放送終了から約4年の期間を経て、『スポーツ＆ミュージックスタジアム「フルカウント!」』として再出発。なお今回は2012年3月まで出演していた女性パーソナリティーの起用は無く、日替わりで実況アナウンサーがソロでパーソナリティーを務める。なお、今回の再始動に伴い、2016年実況アナウンサーデビューを果たした矢萩尚太郎アナが新加入、さらに2009年10月から2016年3月「山ちゃん美香の朝ドキッ!」担当の為「フルカウント」から去っていた山内要一アナウンサーが再登板することも併せて発表された。また放送時間がこれまで2時間から3時間枠だったものを、「Music Delivery BAN BAN RADIO!」放送の為、18時からの45分編成になる。（2018年度は18時30分から「musica　lab」放送の為、30分編成となっていた。）

2022年度からは野球シーズンの中継がない平日に、雨傘番組として「HBCファイターズナイター」の枠で放送されるようになった （当番組ではなく「ファイターズDEナイト!」「Music Delivery BAN BAN RADIO!」のスペシャルが放送されることもある）。引き続き女性パーソナリティの起用はなく、日替わりで実況アナウンサー2人が担当する。

## 出演者

### パーソナリティー（2022年度以降）
- 川畑恒一
- 卓田和広
- 波多野裕太
- 渕上紘行
- 本間吏成
- 山内要一

以上6名から2人が日替わりで担当。

### パーソナリティー（2019年度）
- 川畑恒一
- 卓田和広
- 渕上紘行

以上4名から1人が担当曜日を定めずに放送。

### パーソナリティー（2018年度）
- 川畑恒一
- 卓田和広
- 山内要一
- 渕上紘行
- 矢萩尚太郎

以上5名から1人が担当曜日を定めずに放送。

### パーソナリティー（2017年度）
- 川畑恒一
- 卓田和広
- 山内要一
- 渕上紘行
- 矢萩尚太郎
- 水野善公

以上6名から1人が担当曜日を定めずに放送。また、前年行われていた、金曜日のHBC野球解説者のゲスト出演がなくなった。
また、番組表上は水野の名前があるものの、前年と同様「ナルミッツ!!!」のパーソナリティを務めている関係上、2018年2月末時点で出演実績はなく、本人も放送上ネタにしていた。
しかし、2018年3月20日の放送で矢萩と共に登場した。

### パーソナリティー（2016年度）
- 川畑恒一
- 卓田和広
- 山内要一
- 渕上紘行
- 矢萩尚太郎

以上5名から1人が担当曜日を定めずに放送。また、金曜日はHBC野球解説者をゲストに迎えて放送する。

### パーソナリティー（2011年度）
- （火）水野善公、佐藤舞
- （水）川畑恒一、浦本可奈子
- （木）卓田和広、佐藤彩
- （金）渕上紘行、MAYU

### パーソナリティー（2010年度）
- （火）卓田和広、佐藤舞
- （水）川畑恒一、佐々木佑花
- （木）渕上紘行、堰八紗也佳
- （金）水野善公、MAYU

### パーソナリティー（2009年度）
- （火）卓田和広、若林聖子
- （水）渕上紘行、MAYU
- （木）川畑恒一、堰八紗也佳
- （金）水野善公、佐藤舞

### パーソナリティー（2008年度）
- （火）川畑恒一、若林聖子
- （水）川畑恒一、星りな
- （木）卓田和広、MAYU
- （金）山内要一、伊藤沙菜

### パーソナリティー（2007年度）
- （火）川畑恒一、佐藤彩
- （水）川畑恒一、松坂有希子
- （木）卓田和広、奥田ゆか
- （金）山内要一、星りな
- （毎日）川井"J"竜輔（中継）

## 主なコーナー
- フルカウントクイズ
  - リスナー参加のクイズコーナー。「音楽」と「スポーツ」に関するクイズ6問（2007年は左記2つのジャンルと「一般教養」の中から選ぶ）を出題。4問間違える前に3問正解したら(四球を出さずに三振が取れれば)2000円分のミュージックギフト券が送られる。
- ミュージックフルカウント
  - 実況アナウンサーの思い入れのある曲や話題の新譜を紹介するコーナー。毎日1つのテーマ（特定のアーティストやテーマに関連する曲）から3曲紹介する。
  - アナウンサー陣にはそれぞれ特徴が見られる
    - 川畑…80年代から90年代の邦楽が多い。
    - 卓田…洋楽が多い。ただし、邦楽では2年連続で西城秀樹特集を組んでいた。
    - 山内…圧倒的に80年代から90年代前半の女性アイドルの特集が多い。

## 過去のコーナー
- Jのビジター中継（2007年度）
  - 札幌市内（稀に札幌市外）からの中継コーナー

## 関連番組
- プチフル!
- ファイターズDEナイト!
- Kakiiin
- HBCファイターズナイター
- HBCミュージックナイター「フルカウント!」女子会スペシャル（2011年3月19日19:00 - 20:00 JST放送。DJ:佐藤舞、MAYU）